# Szerző idézése (botanika)
A növényrendszertanban a szerző idézése azt jelenti, hogy arra a személyre vagy csoportra hivatkozunk, aki érvényes módon publikált egy botanikai nevet (leírt egy taxont), azaz eleget tett az Botanikai Nevezéktan Nemzetközi Kódexe (ICBN, International Code of Botanical Nomenclature) által meghatározott formai követelményeknek.

## Szokásos használat
Egy botanikai név leírásakor a szerző neve gyakran rövidített alakban szerepel. Az egyértelműségre törekedve az ICBN azt javasolja (Recommendation 46A, Note 1) hogy a rövidítés a Brummitt & Powell-féle Authors of plant names (1992) c. mű alapján történjen – ebben minden szerző nevének garantáltan egyedi a rövidítése.
Például a:
- Lens Mill. névben a „Mill.” rövidítés Philip Millerre utal.
- Lens culinaris Medik. névben a „Medik.” rövidítés a Friedrich Kasimir Medikus néven anyakönyvezett botanikusra utal.

## Több részből álló szerző
Sokszor előfordul az is, hogy a szerző idézése két részt tartalmaz, az első zárójelek között, pl. Helianthemum  aegyptiacum (L.) Mill. Ez a fajta idézési forma arra utal, hogy a specifikus név (epithet) eredetileg más nemzetségbe tartozott (a jelen esetben ez Cistus aegyptiacus L.), vagy más rendszertani szinten állt. A zárójeles szerző az eredeti név (basionym) leírója, a zárójelek után álló szerző a jelenleg érvényes kombináció leírója, tehát az a szerző, aki a specifikus nevet összekötötte egy másik generikus névvel, egy új nevet alkotva ezzel.
A botanikai nevek használatakor, szövegkörnyezettől függően nem mindig szükséges a szerzőség feltüntetése. Az ICBN ezt írja: "In publications, particularly those dealing with taxonomy and nomenclature, it may be desirable, even when no bibliographic reference to the protologue is made, to cite the author(s) of the name concerned" (Art. 46.1) – azaz, tudományos publikációkban, főként a rendszertannal és nevezéktannal foglalkozókban, kívánatos, még akkor is ha az eredeti leírásra (protologue) nem hivatkoznak, megemlíteni a szerző nevét. Az ismeretterjesztő, vagy nem rendszertani témájú művekben, ahol ez az olvasó számára nem jelent hasznos többletinformációt, gyakran teljesen elmarad a szerző feltüntetése.
Számos szabály van a szerzőség feltüntetésével kapcsolatban, ezeket a rendszertani munkákban követni szokás, egyébként általában lazábban kezelik, és több idézési stílus előfordul.
Az ICZN-nel ellentétben, az ICBN nem használ csoportszintű neveket (lásd a zoológiai szabályozást). Ez azt jelenti, hogy minden rendszertani szinthez saját szerzőség tartozik (lásd: rendszertani szintek). Így például, a damaszkuszi rózsa néven ismert fajt a következő taxonokhoz sorolhatjuk (a használatos osztályozási rendszertől függően), minden botanikai névhez külön szerzőséget feltüntetve:
Magnoliophyta Cronquist & al. (törzs)
Magnoliophytina Frohne & U.Jensen ex Reveal (altörzs)
Magnoliopsida Brongn. (osztály)
Rosidae Takht. (alosztály)
Rosanae Takht. (öregrend)
Rosales Perleb (rend)
Rosineae Rchb. (alrend)
Rosaceae Adans. (család)
Rosoideae Arn. (alcsalád)
Roseae Lam. & DC. (nemzetségcsoport/tribus)
Rosinae J. Presl. (al-nemzetségcsoport/subtribus)
Rosa L. (nemzetség/genus)
Rosa damascena Mill. (faj)
Ez még nem a teljes idézés, mivel az az eredeti publikáció idejét és helyét is tartalmazza:  
- Sequoia sempervirens (D.Don) Endl., Syn. Conif. 198 (1847): a D.Don rövidítés jelzi, hogy David Don eredetileg a Sequoia-tól eltérő nemzetségben helyezte el a fajt (ebben az esetben mint Taxodium sempervirens D.Don); később a Sequoia génusszal való összekötése Endlicher műve volt, amint az Synopsis Coniferarum című, 1847-ben publikált munkájának 198. oldalán megtalálható. A teljes idézéssel általában csak kimondottan rendszertannal foglalkozó művekben találkozhatunk.

## Rövidítések
Előfordul még néhány rövidítés a botanikai szerzőség feltüntetésénél, ám ezek mindig opcionálisak:
- az ex azt jelzi, hogy a taxont eredetileg leíró szerző nem adott neki teljesen érvényes nevet az ICBN szabályai szerint, amit viszont a második szerző megtett; az első nevet homage-ként meghagyva.[1]
- az auct. non a rosszul azonosított növényeknél szerepel szinonimaként, utána a szerző nevével. Például Malva neglecta Wallr. = Malva rotundifolia auct. non L.
- ' 'in – ha egy név szerzője eltér az első érvényes publikáció szerzőjétől, néha mindkettőre hivatkoznak, in közbeiktatásával. Ilyen esetekben az „in” után a bibliográfiai hivatkozásnak kell következnie.

## Fordítás
- Ez a szócikk részben vagy egészben az Author citation (botany) című angol Wikipédia-szócikk ezen változatának fordításán alapul.  Az eredeti cikk szerkesztőit annak laptörténete sorolja fel. Ez a jelzés csupán a megfogalmazás eredetét és a szerzői jogokat jelzi, nem szolgál a cikkben szereplő információk forrásmegjelöléseként.